# Тихонов (хутір)
Тихонов (рос. Тихонов; адиг. Тихонов) — хутір Шовгеновського району Адигеї Росії. Входить до складу Дукмасовського сільського поселення.
Населення — 363 особи (2015 рік).